# تلفزة قياسية الدقة

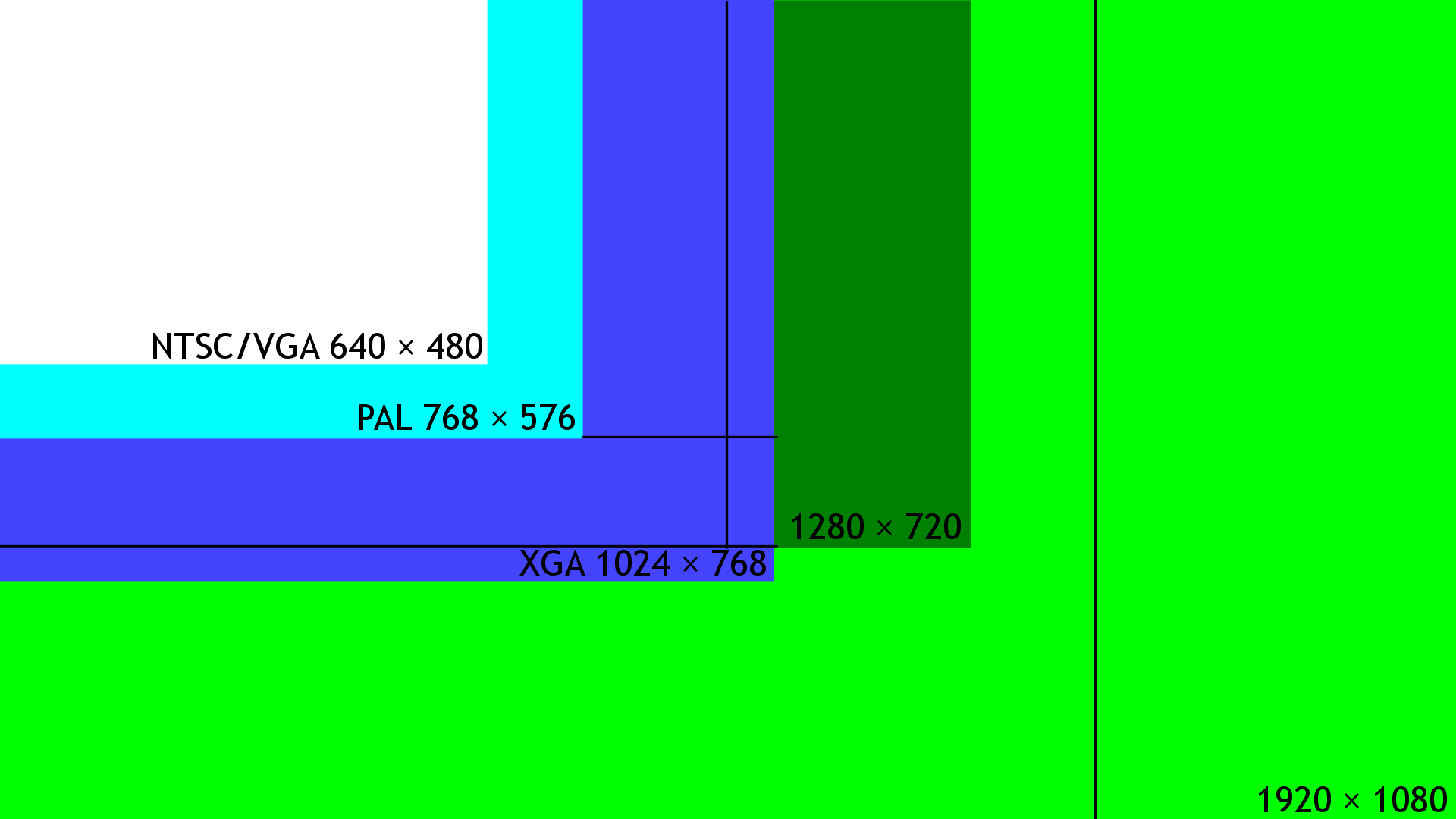

تلفزة قياسية الدقة (بالإنجليزية: Standard Definition Television)‏ (اختصار الاسم SDTV) هو نظام تلفاز يستخدم دقة شاشة لا تعتبر بث مرئي فائق الدقة (720p و1080p) أو تلفاز ذو دقة معززة (480p). نوعا الإشارة الشائعان لهذا النظام هما 576i بـ 576 سطر متداخل وهو مشتق من نظامي بال وسيكام المطورين في أوروبا ، النوع الآخر هو 480i المستند على لجنة نظام التلفزيون الوطني الأمريكي (إن تي إس سي).